# Гре-сюр-Луэн
Гре-сюр-Луэн (фр. Grez-sur-Loing), ранее Грез-ан-Гатине — город и коммуна во Франции, в исторической области Гатине, на реке Луэн.
Площадь коммуны Гре-сюр-Луэн составляет 12,97 км². Численность населения — 1331 человек (2006 год). Плотность населения равна 103 чел./км².

## География
Коммуна Гре-сюр-Луэн расположена в центральной части Северной Франции, в 70 километрах юго-восточнее Парижа. Административно входит в кантон Немур округа Фонтенбло департамента Сена и Марна региона Иль де Франс. Коммуна разделена на районы Юле и Л’Оберж. Соседними коммунами являются Монтиньи-сюр-Луэн, Буррон-Марлотт и Монкур-Фромонвиль.

## История
Гре приобрёл на рубеже XII—XIII столетий особое значение как часть земель, преподнесённых наследником французского престола Людовиком своей невесте, Бланке Кастильской. На нынешней территории коммуны также в XIII веке находился замок тамплиеров, подземелья и колодцы которого сохранились до наших дней. Во время Столетней войны, в 1358 году, местечко Гре было сожжено.
В Гре в разное время жили Фредерик Делиус, Роберт Льюис Стивенсон (впервые встретивший здесь свою жену Фанни), Август Стриндберг, Роберт Уильям Воннох, Уильям Стотт.

## Достопримечательности
В Гре сохранилось несколько средневековых построек:
- Церковь, постройки XII века;
- Руины башни Тур де Жанне (1127 года);
- Грезский мост (XIII-XIV вв).

- Церковь XII века
- Башня 1127 года